# فلورین نبونو
فلورین نبونو (به انگلیسی: Florin Nebunu) ژیمناست زادهٔ ۱۸ آوریل ۱۹۸۷ میلادی اهل کشور رومانی است.